# Brič
Brič je naselje u Republici Hrvatskoj, u sastavu Grada Buja, Istarska županija. 

## Stanovništvo
Prema popisu stanovništva iz 2001. godine, naselje je imalo 16 stanovnika te 9 obiteljskih kućanstava.
Prema popisu stanovništva iz 2011. godine, naselje je imalo 13 stanovnika.
| broj stanovnika | 142   | 150   | 134   | 126   | 129   | 113   |       |       | 117   | 78    | 62    | 33    | 23    | 18    | 16    | 13    | 8     |
|                 | 1857. | 1869. | 1880. | 1890. | 1900. | 1910. | 1921. | 1931. | 1948. | 1953. | 1961. | 1971. | 1981. | 1991. | 2001. | 2011. | 2021. |